# Glen Power
Glen Joseph Power, también conocido como Glen Power,(5 de julio de 1979 en Dublín, Irlanda), es el batería y compositor de la banda irlandesa The Script, desde 2001 hasta la actualidad.

## Vida personal
Creció en Stillorgan (área suburbana de Dublín), en el seno de una familia de músicos. Su padre, Gary Power, inició a Glen y a su hermano Karl en el mundo de la música.
En su época en la escuela secundaria ha confesado haber sido algo rebelde y haber llegado a odiar un poco su escuela debido a que no tenían clase de música.
Como irlandés que es, cumple con la tradición de ir de pubs con sus compañeros y beberse un par de Guinness, pero desde hace tiempo, afirma que no bebe apenas alcohol y ha cambiado su costumbre por beber siempre té, se considera un adicto al té, puesto que tanto en su casa como en el estudio, no falta una tetera y sus bolsitas de té.
Está muy conectado a sus fanes, y por consiguiente, a las redes sociales, siendo Twitter el medio donde más interactúa con la gente, escribiendo casi a diario y posteando fotos de su día a día.
Referente a sus habilidades,toca casi todos los instrumentos y también canta, y esto hace que su compañero de grupo Danny O'Donoghue bromee constantemente sobre él y admita que él solo podría ser la banda entera, ya que toca la guitarra y batería a la vez.
Durante el transcurso de la grabación de su sencillo "We Cry", y tras varios sucesos trágicos que rodearon a la banda, Glen tuvo que ser operado de urgencia tras darse un fuerte golpe en la cabeza contra el retrete de su casa, fracturándose así el cráneo por dos partes. Esto fue un hecho que lo marcó bastante, por lo tanto desde entonces es un gran apoyo de la asociación irlandesa "Headway", la Asociación Nacional de Daño Cerebral Adquirido (ABI).

## Carrera profesional
Glen Power ha tocado la batería desde los 8 años. A los 15 años, comenzó a estudiarla en el Newpark Music Centre, primero con Jacqui Metoudi y posteriormente con Conor Guilfoyle.
A sus 16 años de edad, tocaba profesionalmente en la escena de la música irlandesa, haciendo también sesiones de estudio con muchas bandas en Dublín.
Su primer concierto fue a los 16 años, en un pub de Dublín con una banda que desconocía.
Trabajó con los cómicos Brendan O'Carroll y Gerry Brown en uno de sus espectáculos de comedia. Afirma que se encontró a sí mismo viajando a través de todo el país, tocando cada noche de la semana con ellos, pudiendo mostrar sus habilidades en algún solo que de vez en cuando le permitían hacer. Esto fue su pequeña introducción a lo que es hacer una gira.
Posteriormente, a la edad de 18, pasó 3 meses en España, tocando con una banda llamada Fashion.
Tras esto, volvió a casa y estuvo tocando con un trío llamado Men In Black durante 6 años. También era productor musical y hacía sintonías para la radio.
Después de tocar muchos años sin haber tenido mucho éxito, perdió toda la esperanza e ilusión que tenía,  pensaba en coger un trabajo, pero sus padres siempre lo apoyaban y cuando pensaba en dejar su sueño, su madre siempre le decía: “Vas a tener que mudarte de casa si lo haces, por que vas a ser miserable. Eso no es para lo que estás destinado. Ahí no está tu verdadero talento!”.
Está orgulloso de los padres que tiene, aún ahora, su madre le dice siempre “Siempre supe que lo conseguirías, era cuestión de cuándo y cómo,”.
Sus inicios, al igual que los de otros muchos músicos, se basaban en intentar sacar dinero de cualquier cosa, tocando en cafés en una esquina con su guitarra acústica temas de U2, tocando en karaokes... Glen ha tocado en muchos de los sitios más peligrosos y duros de Dublín, donde mientras tocaba trataban de robarle el equipo, y la gente delante de él se peleaba, rociando de cerveza sus instrumentos. Para Glen esto es parte de su historia y se siente orgulloso de recordarlo, pues cuanto más duros son los inicios, mejor sabe el éxito.

## The Script
Todo cambió cuando Glen conoció a Mark en Dublín. Danny O'Donoghue y Mark Sheehan se habían conocido ya años atrás en un club en el área de The Liberties de Dublín, gracias al gusto compartido que sentían por la música. Ambos estuvieron en Estados Unidos durante muchos años produciendo música para otros artistas, y al cabo de un tiempo volvieron a Dublín, donde reclutaron a Glen.
Por aquella fecha, Glen era cantante/compositor en Irlanda. En enero de 2005 Mark le invitó al estudio en Los Ángeles, donde tocaron los 3 juntos por primera vez. De su colaboración con Mark y Danny salieron tres canciones en una sola semana. "Nunca tuve la oportunidad con ninguna banda en expresarme con tanta libertad." Conectaron enseguida, y como resultado, Mark llevó la demo al sello discográfico, lo reprodujo y ellos preguntaron: “¿Cuánto lleváis tocando juntos?” y Mark dijo “Sobre 6 meses”. Su contestación fue: “Queremos contrataros”. Mark enseguida llamó a Glen, y por supuesto tanto él como Danny aceptaron.
Aquí nació oficialmente The Script como banda, puesto que anteriormente tan solo eran amigos que se juntaban para tocar. Firmaron con Phonogenic, una división de Sony Music Entertainment, en 2005 y lanzaron un EP en Last.FM.
The Script presentó We Cry, primer sencillo de su álbum debut, por primera vez en BalconyTV en Dublín el 13 de septiembre de 2007. Desde entonces han lanzado al mercado 4 CDs de estudio, The Script , Science & Faith , #3 y No Sound Without Silence.